# Джанні Родрігес
Джанні Родрігес (ісп. Gianni Rodríguez, нар. 7 червня 1994, Монтевідео) — уругвайський футболіст, захисник, півзахисник чилійського клубу «Депортес Санта-Крус» та молодіжної збірної Уругваю.
Виступав також за клуб «Пеньяроль».
Чемпіон Уругваю.

## Клубна кар'єра
Народився 7 червня 1994 року в місті Монтевідео. Вихованець футбольної школи клубу «Данубіо». Дорослу футбольну кар'єру розпочав 2012 року в основній команді того ж клубу, в якій провів один сезон, взявши участь у 12 матчах чемпіонату. 
Протягом 2013—2014 років захищав кольори клубу «Бенфіка Б».
Своєю грою за останню команду привернув увагу представників тренерського штабу клубу «Пеньяроль», до складу якого приєднався 2014 року. Відіграв за команду з Монтевідео наступні два сезони своєї ігрової кар'єри.
Згодом з 2017 по 2024 рік грав у складі команд «Серро», «Суд Америка», «Фенікс», «Сан-Мартін» (Сан-Хуан), «Альмерія», «Лорі», «Ель-Ехідо», «Вілья Тереза», «Суд Америка», «Рампла Хуніорс» та «Бостон Рівер».
До складу клубу «Депортес Санта-Крус» приєднався 2025 року. Станом на 6 квітня 2025 року відіграв за команду із Санта-Круса 5 матчів в національному чемпіонаті.

## Виступи за збірні
Грав у складі юнацької збірної Уругваю (U-17), загалом на юнацькому рівні взяв участь у 41 іграх, відзначившись 2 забитими голами.
У 2013 році залучався до складу молодіжної збірної Уругваю. На молодіжному рівні зіграв у 28 офіційних матчах.

## Титули і досягнення
- Чемпіон Уругваю (1):

«Пеньяроль»: 2015-2016